# 第百三十四号哨戒特務艇
第百三十四号哨戒特務艇（だいひゃくさんじゅうよんごうしょうかいとくむてい）は、日本海軍の特務艇（哨戒特務艇）。第一号型哨戒特務艇の52番艇。太平洋戦争の終戦時に残存し、戦後は所属と艇名を変えながら一貫して掃海に従事した。

## 艇歴
マル戦計画の特務艇、第2121号艦型の134番艇、仮称艦名第2254号艦として計画。1944年11月5日、第百三十四号哨戒特務艇と命名されて第一号型哨戒特務艇の49番艇に定められ、本籍を呉鎮守府と仮定。1945年1月20日、船体概成により株式会社四国船渠工業所から呉海軍工廠へ引き渡し。2月26日竣工し、本籍を呉鎮守府に定められ、佐伯防備隊に編入。
3月2日、佐伯防備隊から削除され、連合艦隊第二十二戦隊第四監視艇隊に編入。4月1日、第四監視艇隊は鹿児島への進出を開始し、4月10日以降は鹿児島で整備と訓練に従事。
5月18日、第五特攻戦隊作戦指揮下に編入され、軍隊区分第二特攻部隊に配置。5月中は種子島への輸送に3回従事。
6月15日、第七艦隊作戦指揮下に編入。軍隊区分対馬海峡方面部隊北九州防備部隊に配置され、掃海と対潜掃蕩に従事。
7月1日、第四監視艇隊から削除され大阪警備府大阪港湾警備隊に編入。掃海、航路啓開、空襲監視に従事。
終戦時残存。8月31日現在、機関の運転不能で木津川船渠にて繋留。戦後は掃海に従事。11月30日、海軍省の廃止に伴い除籍。
1945年12月1日、第二復員省の開庁に伴い、大阪地方復員局所管の掃海艦に定められ、同局掃海部大阪支部所属と定められる。また、同日から艦名を哨特第百三十四号としている。
1946年6月15日、復員庁の開庁に伴い、所属を阪神掃海部に改められる。6月25日、阪神掃海部は神戸掃海部に改称。11月1日、神戸掃海部は阪神掃海部に改称。1947年8月1日、阪神掃海部が廃止され、所属を下関掃海部に改められる。

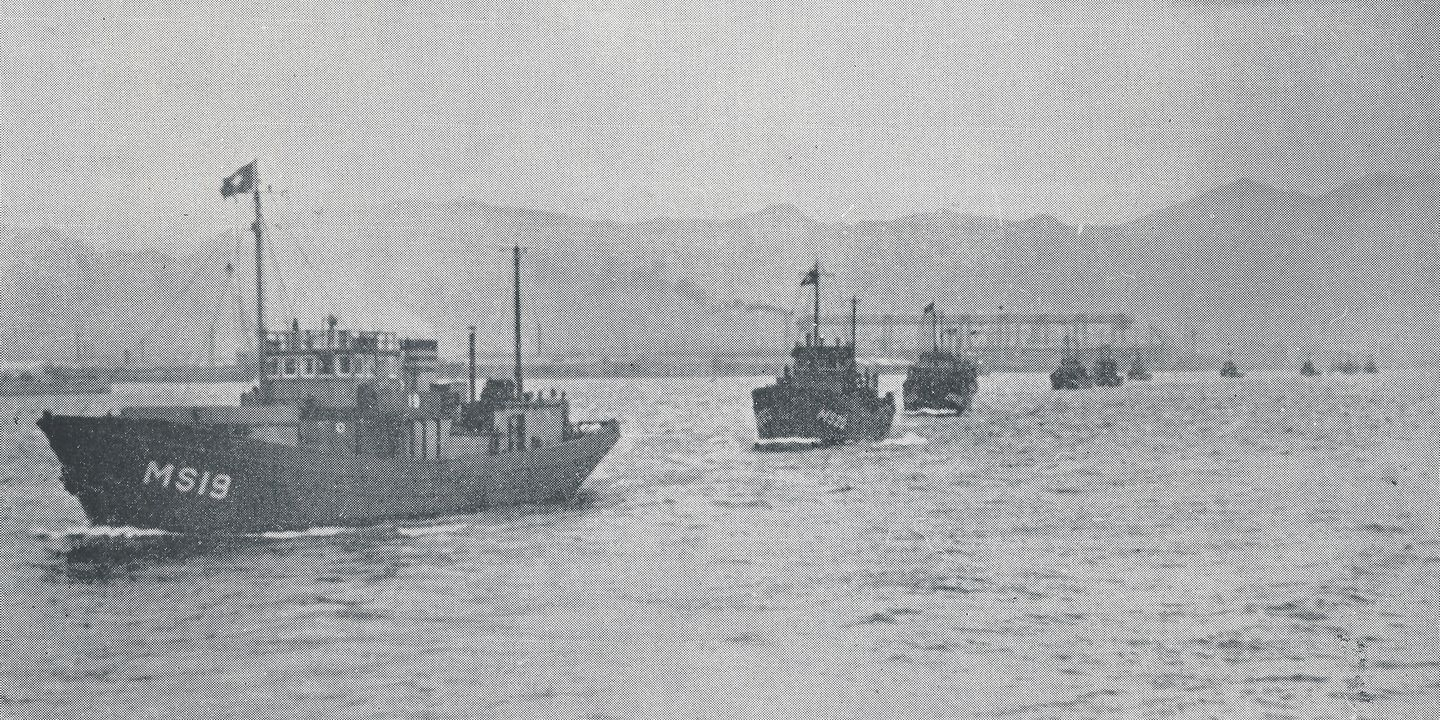
1948年10月、海上保安庁初の閲艇式に参加するため神戸港を出港中の同庁掃海船群。手前から3隻は哨特第八四号、哨特第一三四号、哨特第一三六号の順。

1948年1月1日、復員庁が廃止され、運輸省に移管。5月1日、海上保安庁に編入され掃海船MS-20となる。8月20日、船名を哨特第一三四号 MS-20に定められる。朝鮮戦争の際、本船は日本特別掃海隊第1掃海隊指揮官船として、1950年10月11日から10月30日にかけて仁川沖の掃海に従事した。1951年12月1日、船名をおとしま MS-20に改正。
1952年8月1日、保安庁警備隊に移管され、第二幕僚監部舞鶴航路啓開隊第9掃海隊に編入。1954年1月15日、舞鶴地方総監部舞鶴基地警防隊第9掃海隊に編入。
1954年7月1日、保安庁警備隊は海上自衛隊に改組。掃海艇となる。舞鶴地方総監部舞鶴基地警防隊第9掃海隊に編入。1957年9月1日、艇番号をMSI-681に改正。1958年9月9日、呉地方総監部大阪基地隊第5掃海隊に編入。1961年3月31日、支援船に編入され船名を掃海雑船18号 YAM-18に改正。1962年3月31日、海上自衛隊から除籍された。